# Bilgin Defterli
Bilgin Defterli (Erzurum, 1 de novembre de 1980) és una jugadora de futbol turca. Actualment juga com a davantera a l'Alemannia Aachen de la 2. Frauen-Bundesliga (2a Lliga dels equips femenins d'Alemanya). Ha jugat en quatre clubs d'Alemanya així com a la selecció turca. Ha estat tres cops màxima golejadora de futbol femení, dues vegades a Turquia i l'última a Alemanya, amb el FC Köln, on ha fet 22 gols en 20 partits.